# Верхньоєрмолги
Верхньоєрмолги́ (рос. Верхнеермолги, башк. Үрге Ермолги) — присілок у складі Белебеївського району Башкортостану, Росія. Входить до складу Єрмолкинської сільської ради.
Населення — 10 осіб (2010; 17 в 2002).
Національний склад:
- чуваші — 71 %
- росіяни — 29 %